# Provincia de Sechura
La provincia de Sechura es una de las ocho que conforman el departamento de Piura en el norte del Perú. Limita por el norte con la provincia de Paita y la provincia de Piura, por el este con el departamento de Lambayeque y por el sur y oeste con el océano Pacífico.
Desde el punto de vista jerárquico de la Iglesia católica, forma parte de la arquidiócesis de Piura.

## Historia
La provincia fue creada mediante Ley n.º 26290, del 29 de enero de 1994, aprobada por el Congreso Constituyente.

## Geografía
Ubicada en las coordenadas 05°33'13" y 05°25'07" latitud sur; 80°49'14" y 80°46'16" longitud oeste.

## División administrativa
La provincia tiene una extensión de 6370,33 km² y se divide en 6 distritos:
1. Sechura
2. Bellavista de la Unión
3. Bernal
4. Cristo Nos Valga
5. Rinconada-Llícuar
6. Vice

## Población
La provincia tiene una población que sobrepasa los ochenta mil habitantes, según estimaciones para el año 2023.

## Capital
La capital de esta provincia es la ciudad de Sechura, ubicada a 45 km de la ciudad de Piura.

## Atractivos turísticos
- Iglesia San Martín de Sechura (distrito de Sechura): Es el principal templo en Sechura. De estilo barroco tardío, mide 72 m de largo, 32 m de ancho y cuenta con torres de 44 m de alto. Su construcción inició en 1729, siendo bendecida, consagrada y pontificada en 1778, según archivos de arzobispales de Lima. Fue declarada Monumento Histórico Nacional el 15 de octubre de 1945 por Ley n.º 10278, siendo restaurada entre 2015 y 2016.

- Museo de Etnología de Sechura (distrito de Sechura): Ubicado en el Monasterio Sagrado Corazón de Jesús de las Madres Benedictinas e inaugurado el 18 de mayo de 1995, en él se exhiben objetos culturales que se identifican a la jurisdicción de Sechura, relacionados con la historia, arqueológica, costumbres y religión desde la prehistoria hasta la actualidad.

- Zona arqueológica de Chusis (distrito de Sechura): Ubicada sobre una extensa plataforma de origen marino denominado Tablazo de Lobitos. 1000 a. C. Consta de tres sectores: una zona de defensa, compuesta por una muralla orientada de norte a sur. Abarca aproximadamente 250 m de largo, 2 m de ancho en los extremos y 6 m en la parte central y 1 m de altura, dividiendo la extensa plataforma en 2 zonas: una estructura arquitectónica y otra estéril, posiblemente de carácter religioso. Se encontró fragmentaria cerámica utilitaria y de ofrenda, así como restos orgánicos y osamentas de camélidos.[3] Se han realizado trabajos en menos de la mitad de su área, original donde se ubica una muralla de piedra en la base y adobe en las paredes, la cual se encuentra bajo tierra. Uno de los principales peligros en este sitio son los mismos pobladores de la zona, quienes en algunos casos han extendido sus terrenos para crear corrales para ganado, dañando parte del complejo arquitectónico, situación que tratarán de solucionar entre los habitantes del caserío Chusís y las autoridades municipales.

- Museo de Sitio Chusis (distrito de Sechura): Ubicado a 4 km al norte de Sechura, en el caserío del mismo nombre, exhibe restos cerámicos, humanos y animales, extraídos de los cementerios de la zona arqueológica de Chusis. Además, es un centro de información turística del mencionado complejo arqueológico.

- Médano Blanco (distrito de Sechura): Ubicado a 6 km al este de la ciudad de Sechura, es una duna de arena suave y muy clara, de 300 m de largo y 20 m de alto. Y en él se pueden realizar diversos deportes de aventura como el sandbord o esquí sobre arena, motocross y largas caminatas.

- Sitio arqueológico Chinirriche (distrito de Sechura): Ubicado al pie del Tablazo (en la margen izquierda del río Piura), a 6 km al este de la ciudad de Sechura, es un complejo arquitectónico conformado, principalmente, por un conjunto de plataformas escalonadas hechas de adobe unido con argamasa de barro, estas estructuras poseen paredes finamente enlucidas que alcanzan los 4m de altura. Lamentablemente, el lugar que viene siendo destruido por los huaqueros, ya que se han encontrado restos de cerámica en toda la superficie de esta zona, además el lugar es aún desconocido por la mayoría de sechuranos.

- Macizo Illescas (distrito de Sechura): Es una elevación rocosa; restos de la antigua cordillera que corría paralela a la costa norte, herencia del Paleozoico, con existencia de fósiles de moluscos y supracarbónicos. Su punto más alto está en los 517 m s. n. m. con una longitud de 36 km y un ancho de 18 km. Ubicado en el extremo suroeste del desierto de Sechura, a 64 km de Sechura.[4]

- Sitio arqueológico de Huaca Amarilla (distrito de Sechura): Ubicado al noroeste del macizo de Illescas, a 700 m s. n. m. en la desembocadura de la quebrada de Nunura y encima de una pequeña terraza (coordenadas UTM WGS84: norte: 9353674 y este: 488639). El yacimiento mide 300 m de largo × 260 m de ancho, cubriendo un área aproximada de cinco hectáreas. El sitio está compuesto por dos estructuras rectangulares de piedra y un basural. Se trata entonces de uno de los sitios más importantes del desierto de Sechura, debido a su tamaño y arquitectura que, sin ser monumental, es mucho más elaborada que la de otros sitios. Se encontró fragmentos cerámicos de diversos estilos y épocas (mochica, Lambayeque, chimú e inca): vasijas naranja finas, vasijas de base circular y pedestal «piel de ganso», fragmentos rojos con decoración paleteada, más otros con aplicaciones y relieves además de restos utilitarios, conchas Spondylus, restos de camélidos y mates.

- Manglares de San Pedro de Vice (distrito de Vice): Son una pequeña ecorregión de manglar ubicada en la desembocadura del río Piura, en el noroeste del distrito de Vice, a 10 km al noroeste de Sechura.

- Estuario de Virrila (distrito de Sechura): Ubicado a 20 km al sur de Sechura, tiene un total de 7000 ha, de las cuales 1350 ha forman el espejo de agua y el resto es desierto. El estuario se origina por la incursión de agua de mar hacia el continente debido a que está por debajo del nivel del mar (depresión más baja de Sudamérica), por un ramal del río Piura que ocasionalmente recibe agua dulce. Por esta razón, este lugar cuenta con una gran variedad de especies hidrobiológicas como la lisa y la tilapia, que, a su vez, alimentan a diversas aves migratorias. Hábitat natural de flamencos, pelícanos, gaviotas, etc.

- Laguna Ñapique (distrito de Cristo Nos Valga): Ubicada a 15 km al este de Sechura, tiene una extensión variable entre 150 y 300 ha. Su volumen está en relación directa con el proceso de infiltración de aguas provenientes del río Piura. En sus aguas abundan lizas, carpas, chapalos y truchas. Hábitat de flamencos, garzas blancas, patos nativos y otras especies migratorias Durante la época de verano, las lluvias en esta parte del país aumentan de manera importante el volumen de sus aguas.

- Laguna Ramón (distrito de Cristo Nos Valga): Ubicada a 15 km al este de Sechura, con 12 km² de espejo de agua, con 13.6 m de profundidad, se interconecta con la laguna de Ñapique. Alberga fauna endémica como: gaviotas, flamencos, patillos y otras aves migratorias. Predominando el algarrobo, seguido del sapote y en menor proporción, del vichayo. Peces como la lisa, la tilapia y el róbalo.

- Isla Lobos de Tierra: Con una extensión de 18 km² y 9 km de largo (isla más larga del Perú), a 11.6 km de Parachique. Es un banco natural de concha de abanico, percebes y pulpo. Aves marinas como pelícanos, gaviotas, diversas especies de la familia de los cormoranes o cuervos marinos, como el guanay y la chuita o cormorán de patas rojas. También alberga colonias de pingüinos de Humboldt. Fue usada por pescadores desde tiempos prehispánicos, puerto de refugio para corsarios ingleses y balleneros norteamericanos.

## Autoridades

### Regionales
- Consejero regional
  - 2019-2022:[5] Virgilio Laureano Ayala Jacinto (Alianza para el Progreso)

### Municipales
- 2019-2022[5]
  - Alcalde: Justo Eche Morales, de Alianza para el Progreso.
  - Regidores:

  1. Marly Yulissa Eche Querevalu (Alianza para el Progreso)
  2. César Rubén Eca Panta (Alianza para el Progreso)
  3. Irene Socorro Temoche Jaramillo (Alianza para el Progreso)
  4. Santos René Amaya Eca (Alianza para el Progreso)
  5. Alberto Kenyo Chunga Tume (Alianza para el Progreso)
  6. Antonio Pazo Loro (Alianza para el Progreso)
  7. Jorge Panta Loro (Movimiento Regional Seguridad y Prosperidad)
  8. Keila Smith Loro Antón (Partido Democrático Somos Perú)
  9. Luis Ricardo Antón Amaya (Movimiento Independiente Fuerza Regional)

### Policiales
- Comisario: Sargento PNP

## Festividades
- Enero: Fiesta del Manglar
- Febrero-marzo: Carnavales
- 18 de octubre: Señor de los Milagros
- 11 de noviembre: San Martín de Tours